# Helena Dąbczańska

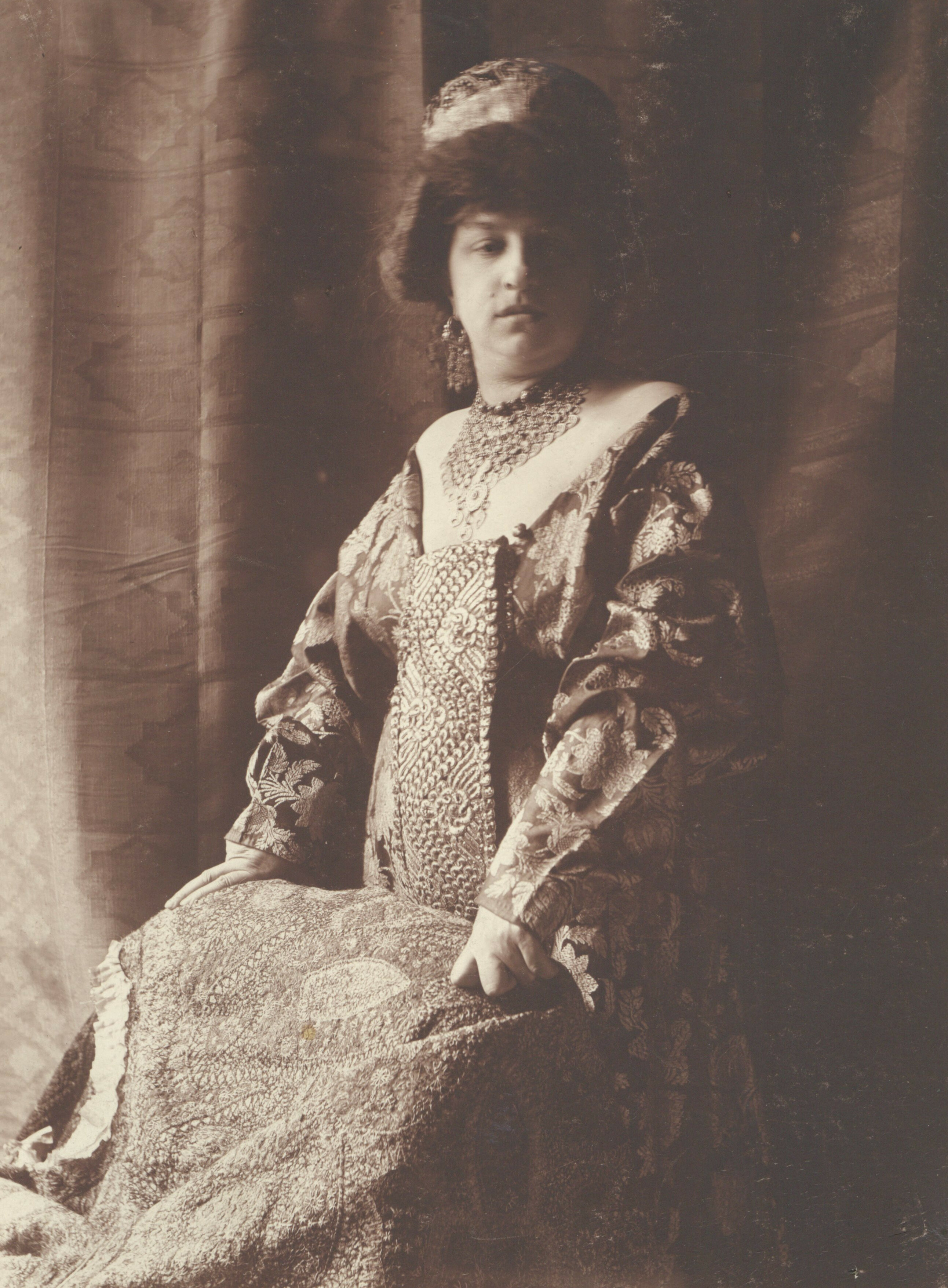
Helena Dąbczańska

Helena Dąbczańska (ur. 3 stycznia 1863 we Lwowie, zm. 7 stycznia 1956 w Krakowie) – polska kolekcjonerka książek, dzieł sztuki, przedmiotów rzemiosła artystycznego, ofiarodawczyni wartościowych i bogatych kolekcji dla wielu polskich muzeów.
Była córką Natalii z Laskiewiczów i Antoniego Dąbczańskiego, adwokata, patrioty i działacza politycznego. Po śmierci męża Włodzimierza Budzynowskiego przez pewien czas używała obu nazwisk, po czym wróciła do panieńskiego.
Zyskała wielkie uznanie dzięki pasji kolekcjonerskiej. Gromadziła wielką ilość książek, w tym szereg inkunabułów oraz rycin, rysunków i obrazów artystów polskich i obcych, ikony, ceramikę, tkaniny i meble. W swojej willi u stóp lwowskiej Cytadeli miała prywatne muzeum, które było także miejscem niedzielnych spotkań elity Lwowa (niedzielne poranki artystyczne). Przed I wojną światową zorganizowała we Lwowie dwie wielkie wystawy tkanin, strojów i rzemiosła artystycznego z epoki biedermeieru.
Zamierzała ofiarować najcenniejszą część swojej kolekcji narodowi polskiemu z przeznaczeniem na wzbogacenie odbudowywanego Wawelu, jednak zbiory ostatecznie przekazała Muzeum Narodowemu w Krakowie, Muzeum Techniczno-Przemysłowemu w Krakowie, Muzeum Etnograficznemu w Krakowie i Muzeum im. Jana III we Lwowie. Część jej zbiorów zasiliła Muzeum Wielkopolskie w Poznaniu, Muzeum Narodowe Ziemi Przemyskiej w Przemyślu, Muzeum Podolskie w Tarnopolu, Bibliotekę Akademii Sztuk Pięknych w Krakowie.
W 1909 podarowała szereg obrazów malarzy lwowskich do utworzonej w 1907 Galerii Obrazów we Lwowie, a w 1922 kolekcję obrazów malarzy lwowskich i biedermeierowskich dzieł sztuki do Muzeum Narodowemu im. Jana III we Lwowie.
Była urzeczona Huculszczyzną. Ratowała od zniszczenia stare przedmioty z cerkwi w Małopolsce Wschodniej (skupowała usuwane podczas remontów fragmenty ikonostasów, świeczniki, krzyże i obrazy). Swoją bogatą huculską kolekcję (około 100 lichtarzy majolikowych i rzeźbionych w drzewie, kilkadziesiąt krzyży, kilkadziesiąt zgard huculskich, haftów, figur, obrazów, słupów) ofiarowała w 1911 krakowskiemu Muzeum Etnograficznemu, mającemu siedzibę na Wawelu. Kolejny, największy dar ofiarowała temu muzeum w 1920, kiedy przeniosła się do Krakowa i zamieszkała na Wawelu w budynku sąsiadującym z Muzeum Etnograficznym.
W 1939 ponownie zamieszkała we Lwowie. Po zakończeniu wojny w wyniku przymusowych wysiedleń Polaków ze Lwowa przeniosła się do Krakowa, gdzie zmarła w zakładzie Helclów.